# 高泰 (十六国)
高泰（?—?），字子伯，渤海郡蓨县（今河北省景县）人，前燕、前秦、后燕官员。

## 生平
高泰在前燕官至车骑从事中郎。369年十一月，吴王慕容垂与太傅慕容評不和，逃亡前秦。高泰平素与慕容垂关系很好，坐罪被免官。尚书右丞申绍进言太傅慕容评：“今吴王出奔，外人议论纷纷，应该征召吴王僚属中的贤者擢升，可以消除谤责。”慕容评问谁可以，申绍说：“高泰是其领袖。”于是任命高泰为尚书郎。前秦派黄门郎石越访问前燕，太傅慕容评炫耀自己的奢豪。高泰、太傅参军刘靖说，石越是来观察祸患的。应该炫耀兵力，挫其阴谋。如今却显示奢豪，就更被轻视了。慕容评没有听从。高泰于是就称病辞归。
前燕被前秦灭亡，372年，阳平公苻融因为擅自建造学舍而被官府纠劾，申绍推荐高泰到长安去陈述理由。此前前秦丞相王猛和苻融多次征召高泰，高泰都不就任，这时，苻融对高泰说，君子救人的危急，你不可再推辞了。高泰于是就听从了命令。到达长安后，王猛笑着说：“高泰到今天才来 ，为什么如此迟缓！”高泰说：“罪人接受刑罚，还问什么迟早！”王猛问其缘由。高泰说：“鲁僖公在泮水建立学宫而被歌颂，齐宣王在稷下建立学宫而名显，如今阳平公建立学宫，追从齐、鲁，没有下诏褒奖，反而还罗织罪名加以弹劾。明公辅佐圣朝，如此惩罚劝勉，下吏到何处能逃避罪责！”王猛承认过错，事情圆满解决。王猛把高泰向苻坚推荐。苻紧召见高泰，询问治国的根本。高泰回答说：“治国之本在于人才，获得人才在于审慎选拔，审慎选拔在于调查真情。”苻坚任命高泰为尚书郎。高泰执意请求返回冀州，苻坚同意了。
384年，慕容垂建立后燕。前秦征东府的官属们怀疑参军高泰是前燕的旧臣，怀有二心，高泰与同郡的虞曹从事吴韶逃回勃海。吴韶说：“我们应该归附在肥乡燕军。”高泰说：“我们只是逃避灾祸，离开前主，事奉新主，非我所愿。”申绍见到他后赞叹他是君子。

## 家庭

### 祖父
- 高隐，西晋玄菟郡太守

### 父亲
- 高庆，后燕司空

### 兄弟
- 高展，北魏三都大官
- 高敬

### 子女
- 高韬，北魏丞相参军
- 高湖，北魏宁西将军、凉州镇都大将、东阿敬侯
- 高恒，北魏龙骧将军、钜鹿郡太守、泾县惠侯